# Anolis fraseri
Anolis fraseri is een hagedis uit de familie anolissen (Dactyloidae).

## Naam en indeling
De wetenschappelijke naam van de soort werd voor het eerst voorgesteld door Albert Günther in 1859. De soortaanduiding fraseri is een eerbetoon aan de Britse zoöloog en ontdekkingsreiziger Louis Fraser, die anolissen verzamelde tijdens zijn reis door Ecuador van 1857 tot 1859.

## Verspreiding en habitat
Deze soort komt voor in delen van Zuid-Amerika en leeft in het westelijke Andesgebergte van Ecuador en Colombia. De habitat bestaat uit tropische en subtropische bossen, zowel in laaglanden als wat hoger gelegen bergstreken.

## Uiterlijke kenmerken
Het is een van de grootste anolissoorten, met een totale lengte van 39,5 centimeter, waarvan 28 cm bestaat uit de lange staart. De lichaamskleur is bruin tot roodbruin, de hagedis heeft aan de rugzijde drie tot vier zeer brede, donkere tot zwarte dwarsbanden die doorlopen op de staart en daar smaller worden.

## Beschermingsstatus
Door de internationale natuurbeschermingsorganisatie IUCN is de beschermingsstatus 'veilig' toegewezen (Least Concern of LC).